# Yohana Gómez
Yohana Gómez Camino (San Pablo de los Montes, Toledo, España, 20 de enero de 1994) es una futbolista española. Juega como guardameta en el RC Deportivo La Coruña de la Segunda División Femenina de España de España.

## Trayectoria
Su trayectoria con el Club Deportivo TACON permitió que el 13 de julio de 2020 el Real Madrid Club de Fútbol anunciase su contrato para la temporada 2020-21 por sus destacadas actuaciones durante el pasado curso. El equipo, que se estrenaba en la categoría tras fundarse a inicios de ese mismo mes por la fusión por absorción del club taconero, realizó una fuerte apuesta deportiva en jugadoras nacionales de gran proyección entre las que asentar su futuro. Su debut se produjo el 6 de enero en la Ciudad Deportiva de Valdebebas frente a las vecinas del Madrid Club de Fútbol Femenino, tras sustituir a su compañera Misa Rodríguez en los minutos finales del encuentro.
Abandonó el club al término de la temporada y se incorporó al Rayo Vallecano de Madrid.
Tras el descenso del Rayo Vallecano de Madrid se incorporó al RC Deportivo La Coruña en verano de 2022.

## Clubes
| Club                           | País   | Año       |
| ------------------------------ | ------ | --------- |
| C. D. E. Gálvez                | España | 2008-12   |
| C. D. Guadamur                 | España | 2012-13   |
| Almagro F. S. F. (fútbol sala) | España | 2013-14   |
| C. D. Guadamur                 | España | 2014-17   |
| C. D. TACON                    | España | 2017-20   |
| Real Madrid C. F.              | España | 2020-21   |
| Rayo Vallecano de Madrid       | España | 2021-22   |
| RC Deportivo La Coruña         | España | 2022-Act. |